# Vstupní draft NHL 1999
Vstupní draft NHL 1999 byl 38. vstupním draftem v historii NHL.
Ročník 1999 přinesl jeden z nejzajímavějších draftů v historii. Způsobil ji především generální manažer týmu Vancouver Canucks Brian Burke. Ten se jako jediný rozhodl splnit přání bratrů Hendrika a Daniela Sedinových hrát v jednom týmu NHL.
Skauti ten rok na post první volby favorizovali čtyři mladé hokejisty – bratry Sedinovy a dva Čechy Patrika Štefana, Pavla Brendla. O talentu švédských dvojčat se vědělo, jenže bylo zde riziko, že by nováčkovskou smlouvu nepodepsali. Oba bratři se totiž nechali slyšet, že pokud si je vyberou dva různé týmy tak zůstanou hrát ve Švédsku a do NHL se podívají až v době kdy budou mít status volného hráče. Ten rok bylo pořadí volby v draftu následující:
- 1. - Tampa Bay
- 2. - Atlanta
- 3. - Vancouver
- 4. - Chicago atd.

Burke potřeboval získat dvě volby v první čtveřici. První dohodu učinil s generálním manažerem Chicago Black Hawks Bobem Murray. Výměnou za čtvrtou volbu draftu poslal do Chicaga Bryana McCaba a první volbu v draftu v roce 2000. Následovala složitá diplomatická vyjednávání s generálním manažer Tamby Bay Lighting Rickem Dudley o výměnu jejich první volby za čtvrtou, ke které přihodil další dvě volby ve třetím kole. Poslední dohodu učinil s generálním manažerem Atlanta Thrashers Donen Waddelem. Wadelovi navrhl výměnu získané první volby za jejich druhou v případě, že nezvolí Sedina. Atlanta volila jako první a vyvolala jména Čecha Patrika Štefana.

## Výběry v draftu
Výběry v jednotlivých kolech:
- 1. kolo
- 2. kolo
- 3. kolo
- 4. kolo
- 5. kolo
- 6. kolo
- 7. kolo
- 8. kolo
- 9. kolo

### 1. kolo
| #  | Hráč                             | Národnost | Tým NHL                                                          | Vysokoškolský/juniorský/tehdejší tým   |
| -- | -------------------------------- | --------- | ---------------------------------------------------------------- | -------------------------------------- |
| 1  | Patrik Štefan (Střední útočník)  | Česko     | Atlanta Thrashers                                                | Long Beach Ice Dogs (IHL)              |
| 2  | Daniel Sedin (Levé křídlo)       | Švédsko   | Vancouver Canucks                                                | MoDo Hockey (Švédsko)                  |
| 3  | Henrik Sedin (Střední útočník)   | Švédsko   | Vancouver Canucks                                                | MoDo Hockey (Švédsko)                  |
| 4  | Pavel Brendl (Pravé křídlo)      | Česko     | New York Rangers z Chicaga via Tampa Bay Lightning via Vancouver | Calgary Hitmen (WHL)                   |
| 5  | Tim Connolly (Střední útočník)   | USA       | New York Islanders                                               | Erie Otters (OHL)                      |
| 6  | Brian Finley (Brankář)           | Kanada    | Nashville Predators                                              | Barrie Colts (OHL)                     |
| 7  | Kris Beech (Střední útočník)     | Kanada    | Washington Capitals                                              | Calgary Hitmen (WHL)                   |
| 8  | Taylor Pyatt (Levé křídlo)       | Kanada    | New York Islanders                                               | Sudbury Wolves (OHL)                   |
| 9  | Jamie Lundmark (Střední útočník) | Kanada    | New York Rangers                                                 | Moose Jaw Warriors (WHL)               |
| 10 | Branislav Mezei (Obránce)        | Slovensko | New York Islanders z Montrealuu                                  | Belleville Bulls (OHL)                 |
| 11 | Oleg Saprykin (Střední útočník)  | Rusko     | Calgary Flames                                                   | Seattle Thunderbirds (WHL)             |
| 12 | Denis Švidkij (Pravé křídlo)     | Ukrajina  | Florida Panthers                                                 | Barrie Colts (OHL)                     |
| 13 | Jani Rita (Pravé křídlo)         | Finsko    | Edmonton Oilers                                                  | Jokerit Helsinki (Finsko)              |
| 14 | Jeff Jillson (Obránce)           | USA       | San Jose Sharks                                                  | University of Michigan (CCHA)          |
| 15 | Scott Kelman (Střední útočník)   | Kanada    | Phoenix Coyotes                                                  | Seattle Thunderbirds (WHL)             |
| 16 | David Tanabe (Obránce)           | USA       | Carolina Hurricanes                                              | University of Wisconsin–Madison (WCHA) |
| 17 | Barret Jackman (Obránce)         | Kanada    | St. Louis Blues                                                  | Regina Pats (WHL)                      |
| 18 | Konstantin Kolcov (Levé křídlo)  | Bělorusko | Pittsburgh Penguins                                              | Severstal Čerepovec (Rusko)            |
| 19 | Kirill Safronov (Obránce)        | Rusko     | Phoenix Coyotes                                                  | SKA Petrohrad (Rusko)                  |
| 20 | Barrett Heisten (Levé křídlo)    | USA       | Buffalo Sabres                                                   | University of Maine (Hockey East)      |
| 21 | Nick Boynton (Obránce)           | Kanada    | Boston Bruins                                                    | Ottawa 67's (OHL)                      |
| 22 | Maxime Ouellet (Brankář)         | Kanada    | Philadelphia Flyers                                              | Quebec Remparts (QMJHL)                |
| 23 | Steve McCarthy (Obránce)         | Kanada    | Chicago Blackhawks                                               | Kootenay Ice (WHL)                     |
| 24 | Luca Cereda (Střední útočník)    | Švýcarsko | Toronto Maple Leafs                                              | Ambri-Piotta (Švýcarsko)               |
| 25 | Michail Kulešov (Levé křídlo)    | Rusko     | Colorado Avalanche                                               | Severstal Čerepovec (Rusko)            |
| 26 | Martin Havlát (Střední útočník)  | Česko     | Ottawa Senators                                                  | HC Oceláři Třinec (Česko)              |
| 27 | Ari Ahonen (Brankář)             | Finsko    | New Jersey Devils                                                | JYP (Finsko)                           |
| 28 | Kristián Kudroč (Obránce)        | Slovensko | New York Islanders                                               | Michalovce (Slovensko)                 |

### 2. kolo
| #  | Hráč                               | Národnost  | Tým NHL                 | Vysokoškolský/juniorský/tehdejší tým  |
| -- | ---------------------------------- | ---------- | ----------------------- | ------------------------------------- |
| 29 | Michal Sivek (Střední útočník)     | Česko      | Washington Capitals     | HC Velvana Kladno (Česko)             |
| 30 | Luke Sellars (Obránce)             | Kanada     | Atlanta Thrashers       | Ottawa 67's (OHL)                     |
| 31 | Charlie Stephens (Střední útočník) | Kanada     | Washington Capitals     | Guelph (OHL)                          |
| 32 | Michael Ryan                       | USA        | Dallas Stars            | Boston College H.S.                   |
| 33 | Jonas Andersson                    | Švédsko    | Nashville Predators     | AIK Solna Jr. (Švédsko)               |
| 34 | Ross Lupaschuk                     | Kanada     | Washington Capitals     | Prince Albert (Western Hockey League) |
| 35 | Milan Bartovič                     | Slovensko  | Buffalo Sabres          | Dukla Trenčín Jr. (Slovensko)         |
| 36 | Alexej Semjonov                    | Rusko      | Edmonton Oilers         | Sudbury (OHL)                         |
| 37 | Nolan Yonkman                      | Kanada     | Washington Capitals     | Kelowna (WHL)                         |
| 38 | Dan Cavanaugh                      | USA        | Calgary Flames          | Boston University                     |
| 39 | Alexandr Buturlin                  | Rusko      | Montreal Canadiens      | CSKA Moskva (Rusko)                   |
| 40 | Alex Auld                          | Kanada     | Florida Panthers        | North Bay (OHL)                       |
| 41 | Tony Salmelainen                   | Finsko     | Edmonton Oilers         | HIFK Helsinki (Finsko)                |
| 42 | Mike Commodore                     | Kanada     | New Jersey Devils       | North Dakota University               |
| 43 | Andrej Šefer                       | Rusko      | Los Angeles Kings       | Severstal Čerepovec (Rusko)           |
| 44 | Jordan Leopold                     | USA        | Mighty Ducks of Anaheim | University of Minnesota               |
| 45 | Martin Grenier                     | Kanada     | Colorado Avalanche      | Quebec (QMJHL)                        |
| 46 | Dmitrij Levinskij                  | Kazachstán | Chicago Blackhawks      | Severstal Čerepovec (Rusko)           |
| 47 | Sheldon Keefe                      | Kanada     | Tampa Bay Lightning     | Barrie (OHL)                          |
| 48 | Simon Lajeunesse                   | Kanada     | Ottawa Senators         | Moncton (QMJHL)                       |
| 49 | Brett Lysak                        | Kanada     | Carolina Hurricanes     | Regina (WHL)                          |
| 50 | Brett Clouthier                    | Kanada     | New Jersey Devils       | Kingston (OHL)                        |
| 51 | Matt Murley                        | USA        | Pittsburgh Penguins     | Renseller Polytechnical Institute     |
| 52 | Adam Hall                          | USA        | Nashville Predators     | Michigan State University             |
| 53 | Brad Ralph                         | Kanada     | Phoenix Coyotes         | Oshawa (OHL)                          |
| 54 | Andrew Hutchinson                  | USA        | Nashville Predators     | Michigan State University             |
| 55 | Doug Janik                         | USA        | Buffalo Sabres          | University of Maine                   |
| 56 | Matt Zultek                        | Kanada     | Boston Bruins           | Ottawa 67's (OHL)                     |
| 57 | Jeremy Van Hoof                    | Kanada     | Pittsburgh Penguins     | Ottawa 67's (OHL)                     |
| 58 | Matt Carkner                       | Kanada     | Montreal Canadiens      | Peterborough (OHL)                    |
| 59 | David Inman                        | Kanada     | New York Rangers        | University of Notre Dame              |
| 60 | Peter Reynolds                     | Kanada     | Toronto Maple Leafs     | London Knights (OHL)                  |
| 61 | Ed Hill                            | USA        | Nashville Predators     | Barrie Colts (OHL)                    |
| 62 | Teemu Sainomaa                     | Finsko     | Ottawa Senators         | Jokerit Helsinki Jr. (Finsko)         |
| 63 | Stepan Mochov                      | Kazachstán | Chicago Blackhawks      | Severstal Čerepovec (Rusko)           |
| 64 | Michael Zigomanis                  | Kanada     | Buffalo Sabres          | Kingston (OHL)                        |
| 65 | Ján Lašák                          | Slovensko  | Nashville Predators     | HKM Zvolen (Slovensko)                |
| 66 | Dan Jancevski                      | Kanada     | Dallas Stars            | London (OHL)                          |

### 3. kolo
| #   | Hráč                  | Národnost | Tým NHL              | Vysokoškolský/juniorský/tehdejší tým |
| --- | --------------------- | --------- | -------------------- | ------------------------------------ |
| 67. | Jevgenij Konstantinov | Rusko     | Tampa Bay Lightning  | Ital Kazaň 2 (Rusko)                 |
| 68. | Zdeněk Blatný         | Česko     | Atlanta Thrashers    | Seattle (WHL)                        |
| 69. | René Vydarený         | Slovensko | Vancouver Canucks    | Bratislava Jr. (Slovensko)           |
| 70. | Niklas Hagman         | Finsko    | Florida Panthers     | HIFK Helsinki (Finsko)               |
| 71. | Jason Jaspers         | Kanada    | Phoenix Coyotes      | Sudbury (OHL)                        |
| 72. | Brett Angel           | Kanada    | Nashville Predators  | North Bay (OHL)                      |
| 73. | Tim Preston           | Kanada    | Buffalo Sabres       | Seattle (WHL)                        |
| 74. | Jason Crain           | USA       | Los Angeles Kings    | Ohio State University                |
| 75. | Brett Scheffelmaier   | Kanada    | Tampa Bay Lightning  | Medicine Hat (WHL)                   |
| 76. | František Kaberle     | Česko     | Los Angeles Kings    | MoDo Ornskoldsvik (Švédsko)          |
| 77. | Craig Anderson        | USA       | Calgary Flames       | Guelph (OHL)                         |
| 78. | Mattias Weinhandl     | Švédsko   | New York Islanders   | Toja-Ljungby (Švédsko)               |
| 79. | Johan Asplund         | Švédsko   | New York Rangers     | Brynas Gavel (Švédsko)               |
| 80. | Jean-Francois Laniel  | Kanada    | Florida Panthers     | Shawinigan (QMJHL)                   |
| 81. | Adam Hauser           | USA       | Edmonton Oilers      | University of Minnesota              |
| 82. | Mark Concannon        | USA       | San Jose Sharks      | Winchendon H. S.                     |
| 83. | Niclas Hävelid        | Švédsko   | Anaheim Mighty Ducks | Malmo (Švédsko)                      |
| 84. | Brad Fast             | Kanada    | Carolina Hurricanes  | Prince George Tier 2 (BCJHL)         |
| 85. | Peter Smrek           | Slovensko | St. Louis Blues      | Des Moines Jr. A.                    |
| 86. | Sebastien Caron       | Kanada    | Pittsburgh Penguins  | Rimouski (QMJHL)                     |
| 87. | Brian Collins         | USA       | New York Islanders   | St. John's H. S.                     |
| 88. | Jimmie Olvestad       | Švédsko   | Tampa Bay Lightning  | Djurgarden Stockholm (Švédsko)       |
| 89. | Kyle Wanvig           | Kanada    | Boston Bruins        | Kootenay (BCJHL)                     |
| 90. | Patrick Aufiero       | USA       | New York Rangers     | Boston University                    |
| 91. | Mike Comrie           | Kanada    | Edmonton Oilers      | Michigan University                  |
| 92. | Cory Campbell         | Kanada    | Los Angeles Kings    | Belleville (OHL)                     |
| 93. | Branko Radivojevič    | Slovensko | Colorado Avalanche   | Belleville (OHL)                     |
| 94. | Chris Kelly           | Kanada    | Ottawa Senators      | London (OHL)                         |
| 95. | Andre Lakos           | Rakousko  | New Jersey Devils    | Barrie (OHL)                         |
| 96. | Mathias Tjarnqvist    | Švédsko   | Dallas Stars         | Rogle Angelholm (Švédsko)            |

### 4. kolo
| #    | Hráč                | Národnost | Tým NHL              | Vysokoškolský/juniorský/tehdejší tým |
| ---- | ------------------- | --------- | -------------------- | ------------------------------------ |
| 97.  | Chris Dyment        | USA       | Montreal Canadiens   | Boston University                    |
| 98.  | David Kaczowka      | Kanada    | Atlanta Thrashers    | Seattle (WHL)                        |
| 99.  | Rob Zepp            | Kanada    | Atlanta Thrashers    | Plymouth (OHL)                       |
| 100. | Teemu Kesa          | Finsko    | New Jersey Devils    | Ilves Jr. (Finsko)                   |
| 101. | Juraj Kolník        | Slovensko | New York Islanders   | Rimouski (QMJHL)                     |
| 102. | Johan Halvardsson   | Švédsko   | New York Islanders   | HV 71 Jonkoping (Švédsko)            |
| 103. | Morgan McCormick    | Kanada    | Florida Panthers     | Kingston (OHL)                       |
| 104. | Brian McGrattan     | Kanada    | Los Angeles Kings    | Sudbury (OHL)                        |
| 105. | Alexandr Chagodajev | Rusko     | Anaheim Mighty Ducks | CSKA Moskva (Rusko)                  |
| 106. | Rail Rozakov        | Rusko     | Calgary Flames       | Lada Togliatti 2 (Rusko)             |
| 107. | Evan Lindsay        | Kanada    | Montreal Canadiens   | Prince Albert (WHL)                  |
| 108. | Mirko Murovic       | Kanada    | Toronto Maple Leafs  | Moncton (QMJHL)                      |
| 109. | Rod Sarich          | Kanada    | Florida Panthers     | Calgary (WHL)                        |
| 110. | Jonathan Zion       | Kanada    | Toronto Maple Leafs  | Ottawa (OHL)                         |
| 111. | Willie Levesque     | USA       | San Jose Sharks      | Northeastern University (NCAA)       |
| 112. | Sanny Lindstrom     | Švédsko   | Colorado Avalanche   | Huddinge (Švédsko)                   |
| 113. | Ryan Murphy         | USA       | Carolina Hurricanes  | Bowling Green University (NCAA)      |
| 114. | Chad Starling       | Kanada    | St. Louis Blues      | Kamloops (WHL)                       |
| 115. | Ryan Malone         | USA       | Pittsburgh Penguins  | Omaha Jr. A.                         |
| 116. | Ryan Lauzon         | Kanada    | Phoenix Coyotes      | Hull (QMJHL)                         |
| 117. | Karel Mošovský      | Česko     | Buffalo Sabres       | Regina (WHL)                         |
| 118. | Jaakko Harikkala    | Finsko    | Boston Bruins        | Lukko Rauma (Finsko)                 |
| 119. | Jeff Feniak         | Kanada    | Philadelphia Flyers  | Calgary (WHL)                        |
| 120. | Jari Tolsa          | Švédsko   | Detroit Red Wings    | Vastra Frolunda Jr. (Švédsko)        |
| 121. | Jevgenij Pavlov     | Rusko     | Nashville Predators  | Lada Togliatti (Rusko)               |
| 122. | Kristián Kováč      | Slovensko | Colorado Avalanche   | HC Košice Jr. (Slovensko)            |
| 123. | Preston Mizzi       | Kanada    | Phoenix Coyotes      | Peterborough (OHL)                   |
| 124. | Alexandr Krevsun    | Rusko     | Nashville Predators  | CSK WS Samara (Rusko)                |
| 125. | Daniel Johansson    | Švédsko   | Los Angeles Kings    | MoDo Ornskoldsvik (Švédsko)          |
| 126. | Jeff Bateman        | Kanada    | Dallas Stars         | Brampton (OHL)                       |

### 5. kolo
| #    | Hráč                 | Národnost | Tým NHL              | Vysokoškolský/juniorský/tehdejší tým |
| ---- | -------------------- | --------- | -------------------- | ------------------------------------ |
| 127. | Kaspars Astašenko    | Lotyšsko  | Tampa Bay Lightning  | Cincinnati (IHL)                     |
| 128. | Derek MacKenzie      | -         | Atlanta Thrashers    | Sudbury (OHL)                        |
| 129. | Ryan Thorpe          | -         | Vancouver Canucks    | Spokane (WHL)                        |
| 130. | Justin Mapletoft     | -         | New York Islanders   | Red Deer (WHL)                       |
| 131. | Konstantin Panov     | -         | Nashville Predators  | Kamloops (WHL)                       |
| 132. | Roman Tvrdoň         | -         | Washington Capitals  | Dukla Trenčín Jr. (Slovensko)        |
| 133. | Jean-Francois Nogues | -         | Los Angeles Kings    | Victoriaville (QMJHL)                |
| 134. | Michael Jacobsen     | -         | Chicago Blackhawks   | Belleville (OHL)                     |
| 135. | Matt Doman           | -         | Calgary Flames       | University of Wisconsin              |
| 136. | Dustin Jamieson      | -         | Montreal Canadiens   | Sarnia (OHL)                         |
| 137. | Garret Bembridge     | -         | New York Rangers     | Saskatoon (WHL)                      |
| 138. | Ryan Miller          | USA       | Buffalo Sabres       | Soo Indians                          |
| 139. | Jonathon Fauteux     | -         | Edmonton Oilers      | Val D'Or (QMJHL)                     |
| 140. | Adam Johnson         | -         | New York Islanders   | Greenway H. S.                       |
| 141. | Maxim Rybin          | -         | Anaheim Mighty Ducks | Sparkak Moskva (Rusko)               |
| 142. | William Magnuson     | -         | Colorado Avalanche   | Lake Superior State University       |
| 143. | Trevor Byrne         | -         | St. Louis Blues      | Deerfield Academy                    |
| 144. | Tomáš Škvaridlo      | -         | Pittsburgh Penguins  | HKM Zvolen Jr. (Slovensko)           |
| 145. | Marc-Andre Thinel    | -         | Montreal Canadiens   | Victoriaville (QMJHL)                |
| 146. | Matthew Kinch        | -         | Buffalo Sabres       | Calgary (WHL)                        |
| 147. | Seamus Kotyk         | -         | Boston Bruins        | Ottawa (OHL)                         |
| 148. | Michal Láníček       | -         | Tampa Bay Lightning  | Slavia Praha Jr. (Česko)             |
| 149. | Andrej Maximenko     | -         | Detroit Red Wings    | Soviet Wings (Rusko)                 |
| 150. | Matt Shasby          | -         | Montreal Canadiens   | Des Moines Jr. A.                    |
| 151. | Václav Zavoral       | -         | Toronto Maple Leafs  | HC Chernopetrol Litvínov Jr. (Česko) |
| 152. | Jordan Krestanovich  | -         | Colorado Avalanche   | Calgary (WHL)                        |
| 153. | Jesse Cook           | -         | Calgary Flames       | University of Denver (NCAA)          |
| 154. | Andrew Ianiero       | -         | Ottawa Senators      | Kingston (OHL)                       |
| 155. | Niko Dimitrakos      | -         | San Jose Sharks      | University of Maine (NCAA)           |
| 156. | Gregor Baumgartner   | -         | Dallas Stars         | Acadie-Bathurst (QMJHL)              |
| 157. | Vladimir Malenkych   | -         | Pittsburgh Penguins  | Lada Togliatti (Rusko)               |

### 6. kolo
| #    | Hráč               | Národnost | Tým NHL              | Vysokoškolský/juniorský/tehdejší tým |
| ---- | ------------------ | --------- | -------------------- | ------------------------------------ |
| 158. | Anders Lövhdahl    | Švédsko   | Colorado Avalanche   | HV71 (Švédsko)                       |
| 159. | Jurij Dobryškin    | Rusko     | Atlanta Thrashers    |                                      |
| 160. | Konstantin Rudenko | Rusko     | Philadelphia Flyers  |                                      |
| 161. | Jan Sochor         | Česko     | Toronto Maple Leafs  |                                      |
| 162. | Timo Helbling      | Švýcarsko | Nashville Predators  |                                      |
| 163. | Björn Melin        | Švédsko   | New York Islanders   | HV71 (Švédsko)                       |
| 164. | Martin Prusek      | Česko     | Ottawa Senators      |                                      |
| 165. | Michael Leighton   | Kanada    | Chicago Blackhawks   |                                      |
| 166. | Cory Pecker        | Kanada    | Calgary Flames       |                                      |
| 167. | Sean Dixon         | Kanada    | Montreal Canadiens   |                                      |
| 168. | Erik Lewerström    | Švédsko   | Phoenix Coyotes      | Grums IK (Švédsko)                   |
| 169. | Brad Woods         | Kanada    | Florida Panthers     |                                      |
| 170. | Matt Underhill     | Kanada    | Calgary Flames       |                                      |
| 171. | Chris Legg         | Kanada    | Edmonton Oilers      |                                      |
| 172. | Josh Reed          | Kanada    | Vancouver Canucks    |                                      |
| 173. | Jan Sandström      | Švédsko   | Anaheim Mighty Ducks | AIK Ishockey (Švédsko)               |
| 174. | Damian Surma       | USA       | Carolina Hurricanes  |                                      |
| 175. | Kyle Clark         | USA       | Washington Capitals  |                                      |
| 176. | Doug Meyer         | USA       | Pittsburgh Penguins  |                                      |
| 177. | Jay Dardis         | USA       | New York Rangers     |                                      |
| 178. | Seneque Hyacinthe  | Kanada    | Buffalo Sabres       |                                      |
| 179. | Don Choukalos      | Kanada    | Boston Bruins        |                                      |
| 180. | Tore Vikingstad    | Norsko    | St. Louis Blues      | Färjestads BK (Švédsko)              |
| 181. | Kent McDonell      | Kanada    | Detroit Red Wings    |                                      |
| 182. | Fjodor Fjodorov    | Rusko     | Tampa Bay Lightning  |                                      |
| 183. | Riku Hahl          | Finsko    | Colorado Avalanche   | HPK (Finsko)                         |
| 184. | Justin Cox         | Kanada    | Dallas Stars         |                                      |
| 185. | Scott Cameron      | Kanada    | New Jeresey Devils   |                                      |
| 186. | Brett Draney       | Kanada    | Dallas Stars         |                                      |

### 7. kolo
| #    | Hráč               | Národnost | Tým NHL             | Vysokoškolský/juniorský/tehdejší tým |
| ---- | ------------------ | --------- | ------------------- | ------------------------------------ |
| 187. | Ivan Rachůnek      | -         | Tampa Bay Lightning |                                      |
| 188. | Stephen Baby       | -         | Atlanta Thrashers   |                                      |
| 189. | Kevin Swanson      | -         | Vancouver Canucks   |                                      |
| 190. | Blair Stayzer      | -         | Calgary Flames      |                                      |
| 191. | Martin Erat        | -         | Nashville Predators |                                      |
| 192. | David Johansson    | -         | Washington Capitals |                                      |
| 193. | Kevin Baker        | -         | Los Angeles Kings   |                                      |
| 194. | Mattias Wennerberg | -         | Chicago Blackhawks  |                                      |
| 195. | Yorick Treille     | -         | Chicago Blackhawks  |                                      |
| 196. | Vadim Tarasov      | -         | Montreal Canadiens  |                                      |
| 197. | Arto Laatikainen   | -         | New York Rangers    |                                      |
| 198. | Travis Eagles      | -         | Florida Panthers    |                                      |
| 199. | Christian Chartier | -         | Edmonton Oilers     |                                      |
| 200. | Pavel Kašpařík     | -         | Philadelphia Flyers |                                      |
| 201. | Mikko Ruutu        | -         | Ottawa Senators     |                                      |
| 202. | Jim Baxter         | -         | Carolina Hurricanes |                                      |
| 203. | Phil Osaer         | -         | St. Louis Blues     |                                      |
| 204. | Tom Kostopoulos    | -         | Pittsburgh Penguins |                                      |
| 205. | Kyle Kettles       | -         | Nashville Predators |                                      |
| 206. | Bret Dececco       | -         | Buffalo Sabres      |                                      |
| 207. | Greg Barber        | -         | Boston Bruins       |                                      |
| 208. | Vaclav Pletka      | -         | Philadelphia Flyers |                                      |
| 209. | Layne Ulmer        | -         | Ottawa Senators     |                                      |
| 210. | Henrik Zetterberg  | Švédsko   | Detroit Red Wings   |                                      |
| 211. | Vladimir Kulkov    | -         | Toronto Maple Leafs |                                      |
| 212. | Radim Vrbata       | -         | Colorado Avalanche  |                                      |
| 213. | Alexandre Giroux   | -         | Ottawa Senators     |                                      |
| 214. | Chris Hartsburg    | -         | New Jersey Devils   |                                      |
| 215. | Jeff MacMillan     | -         | Dallas Stars        |                                      |

### 8. kolo
| #    | Hráč               | Národnost | Tým NHL              | Vysokoškolský/juniorský/tehdejší tým |
| ---- | ------------------ | --------- | -------------------- | ------------------------------------ |
| 216. | Erkki Rajamaki     | -         | Tampa Bay Lightning  |                                      |
| 217. | Garnet Exelby      | -         | Atlanta Thrashers    |                                      |
| 218. | Markus Kankaanperä | -         | Vancouver Canucks    |                                      |
| 219. | Maxim Orlov        | -         | Washington Capitals  |                                      |
| 220. | Miroslav Ďurák     | -         | Nashville Predators  |                                      |
| 221. | Colin Hemingway    | -         | St. Louis Blues      |                                      |
| 222. | George Parros      | -         | Los Angeles Kings    |                                      |
| 223. | Andrew Carver      | -         | Chicago Blackhwaks   |                                      |
| 224. | David Nystrom      | -         | Philadelphia Flyers  |                                      |
| 225. | Mikko Hyytia       | -         | Montreal Canadiens   |                                      |
| 226. | Jevgenij Gusakov   | -         | New York Rangers     |                                      |
| 227. | Jonathan Charron   | -         | Florida Panthers     |                                      |
| 228. | Radek Martínek     | -         | New York Islanders   |                                      |
| 229. | Eric Betournay     | -         | San Jose Sharks      |                                      |
| 230. | Petr Tenkrát       | -         | Anaheim Mighty Ducks |                                      |
| 231. | David Evans        | -         | Carolina Hurricanes  |                                      |
| 232. | Alexandr Chavanov  | -         | St. Louis Blues      |                                      |
| 233. | Darcy Robinson     | -         | Pittsburgh Penguins  |                                      |
| 234. | Goran Bezina       | -         | Phoenix Coyotes      |                                      |
| 235. | Brad Self          | -         | Buffalo Sabres       |                                      |
| 236. | John Cronin        | -         | Boston Bruins        |                                      |
| 237. | Antti Jokela       | -         | Carolina Hurricanes  |                                      |
| 238. | Anton Borodkin     | -         | Detroit Red Wings    |                                      |
| 239. | Pierre Hedin       | -         | Toronto Maple Leafs  |                                      |
| 240. | Jeff Finger        | -         | Colorado Avalanche   |                                      |
| 241. | Douglas Murray     | -         | San Jose Sharks      |                                      |
| 242. | Justin Dziama      | -         | New Jersey Devils    |                                      |
| 243. | Brian Sullivan     | -         | Dallas Stars         |                                      |

### 9. kolo
| #    | Hráč                 | Národnost | Tým NHL              | Vysokoškolský/juniorský/tehdejší tým |
| ---- | -------------------- | --------- | -------------------- | ------------------------------------ |
| 244. | Mikko Kuparinen      | -         | Tampa Bay Lightning  |                                      |
| 245. | Tommi Santala        | -         | Atlanta Thrashers    |                                      |
| 246. | Ray DiLauro          | -         | Atlanta Thrashers    |                                      |
| 247. | Mikko Eloranta       | -         | Boston Bruins        |                                      |
| 248. | Darren Haydar        | -         | Nashville Predators  |                                      |
| 249. | Igor Šadilov         | -         | Washington Capitals  |                                      |
| 250. | Noah Clarke          | -         | Los Angeles Kings    |                                      |
| 251. | Peter Henking        | -         | New York Rangers     |                                      |
| 252. | Dimitrij Kirilenko   | -         | Calgary Flames       |                                      |
| 253. | Daniel Rineer        | -         | Montreal Canadiens   |                                      |
| 254. | Alexej Buljatov      | -         | New York Rangers     |                                      |
| 255. | Brett Henning        | -         | New York Islanders   |                                      |
| 256. | Tomas Groschl        | -         | Edmonton Oilers      |                                      |
| 257. | Hannes Hyvonen       | -         | San Jose Sharks      |                                      |
| 258. | Brian Gornick        | -         | Anaheim Mighty Ducks |                                      |
| 259. | Jauhenij Kurilin     | -         | Carolina Hurricanes  |                                      |
| 260. | Brian McMeekin       | -         | St. Louis Blues      |                                      |
| 261. | Andrew McPherson     | -         | Pittsburgh Penguins  |                                      |
| 262. | Alexej Litviněnko    | -         | Phoenix Coyotes      |                                      |
| 263. | Craig Brunel         | -         | Buffalo Sabres       |                                      |
| 264. | Georgijs Pujacs      | -         | Boston Bruins        |                                      |
| 265. | Jamie Chamberlain    | -         | Dallas Stars         |                                      |
| 266. | Ken Davis            | -         | Detroit Red Wings    |                                      |
| 267. | Peter Metcalf        | -         | Toronto Maple Leafs  |                                      |
| 268. | Tyler Scott          | -         | New York Islanders   |                                      |
| 269. | Konstantin Gorovikov | -         | Ottawa Senators      |                                      |
| 270. | James Desmarais      | -         | St. Louis Blues      |                                      |
| 271. | Darrell Hay          | -         | Vancouver Canucks    |                                      |
| 272. | Mihail Donika        | -         | Dallas Stars         |                                      |